# Liliana Flores
Liliana Flores es una escritora mexicana.

## Biografía

### Los primeros años
Liliana Flores Gallardo nació en la (Ciudad de México. Vivió su niñez en  Michoacán y  Jalisco, por ser estas provincias mexicanas las más abundantes en bosques, profesión en la que se desempeñaba su padre, un eminente Ingeniero y Empresario Forestal, originario de Torreón.
Durante los cambios constantes de domicilio, Liliana conoció la Danza folclórica mexicana, el Muralismo de José Clemente Orozco, y las guitarras de Paco de Lucía y Ramón de Algeciras. Así comenzó su gusto por el arte.

### Holanda
En 1991 YFU Benelux le otorga un Premio para continuar sus estudios en Los Países Bajos; además de la formación académica habitual, estudia canto, historia del arte y teatro.  En Europa, es en Alemania y Francia donde descubre el Cabaret, al que no podía acceder por ser menor de edad.  Viaja a Inglaterra y conoce El Globo, el teatro para el que William Shakespeare escribía sus obras: El rey Lear, Julio César, Macbeth, Hamlet, Otelo, etc. mismas que captaron la atención de la joven actriz.

## Teatro
Al terminar sus estudios en Europa, Liliana Flores regresa a México para formalizar su formación Académica.  Estudia la Carrera de Actuación en el Centro Universitario de Teatro (Generación 1995-1999). Luego se especializa en guionismo y dirección.  E indaga en la escena underground mexicana que es muy vasta y es el semillero de la vanguardia artística y encuentra eco en el Cabaret.En repetidas ocasiones el CONACULTA permite que disponga de Teatros para sus Puestas en Escena:
- CÓMO MATAR A LOS PÁJAROS BURLONES[1][2][3][4][5][6][7]
- CIELO ESTOY ABAJO
- MEXICAN CURIOUS[8][9][10]

### Actriz en Teatro
Talk Show de Jaime Chabaud co-actúa Mónica Dionne.
Frankenstein o el moderno Prometeo de Mary Shelley.
Canek de Ermilo Abreu Gómez.
La cena del rey Baltasar de Pedro Calderón de la Barca.
El libro de buen amor de Juan Ruiz , arcipreste de Hita. Dir. José Ramón Enríquez

## Televisión

### Ficción
En 1998, a un año de concluir su formación como actriz en la Universidad, es invitada a incursionar en las telenovelas de su país.
Destaca: Señora (telenovela mexicana).
XY (serie de televisión).

### No Ficción
Primera imagen de Once Niños, la barra de programación de Once TV, estandarte de valores para la niñez.
2005, imagen para  América Latina en las filas de Vh1.
Con: Genesis, The Who, Foo Fighters, INXS, Julieta Venegas, Norah Jones, James Blunt, Ron Jeremy, Miguel Bosé, etc.
Vj. Video Jockey, video journalist; sus amigos la llaman Vj Flowers!  ('cause she flows for hours).
Destaca: Top 20 de Vh1.
Off the record
Habla de Frente

## Cine
ECOFILM FESTIVAL. http://ecofilmfestival.org (enlace roto disponible en Internet Archive; véase el historial, la primera versión y la última).
Juego de Manos. Dir. Alejandro Andrade. http://vimeo.com/32723218 (enlace roto disponible en Internet Archive; véase el historial, la primera versión y la última).

## Conducción en vivo
Los Premios MTV

## Arte
Liliana ha colaborado en:
- Muestras de Teatro
- Muestras de Cine
- Exposiciones
- Ferias Internacionales de Libro

## Premios y reconocimientos
YFU BENELUX
|Beca Rachel Andersen a Holanda
FONCA
- Ejecutantes
- Intérpretes
- Cabaret

## Ayuda
Comprometida con la conciencia universal funda una organización con fines no lucrativos, que aporta a diferentes causas:
Rescate de Tortugas Marinas y siembra de huevos de tortuga marina en campos ecológicos. Liberación de tortugas bebés para que lleguen al mar.
Vegana.
Plantación masiva de árboles.
Conciencia y formación ecológica.
Difusión de Espectáculos relacionados con la Cultura y rescate de las Tradiciones.
Ferias de Libros.  Muestras Nacionales e Internacionales de Teatro.
Know Aids con el Fondo Mundial de Prevención y VH1.

## Discos
Cómo Matar a los Pájaros Burlones
Mexican Curious

## Libros
'El guardián de los bastones'. 201?(upcomming)

## Enlaces
https://web.archive.org/web/20110501075837/http://www.lilianaflores.com/lilianaf/
https://www.facebook.com/LilianaFlores.FiguraPublica?sk=info
http://www.vh1la.com/tv/top-20-vh1/
http://www.vh1la.com/tv/top-20-vh1/fotos/top-20-liliana-flores-fotogaleria-imagen-foto-1/?flipbook=top-20-liliana-flores-fotogaleria